# Skyddstillsyn
Den som döms till skyddstillsyn bor hemma men måste träffa frivården och lekmannaövervakare för övervakning på bestämda dagar. Skyddstillsyn kan kombineras med böter, kortare fängelsestraff, samhällstjänst eller kontraktsvård av missbruk inom något av kriminalvårdens behandlingsprogram. En person kan dömas till övervakning i minst tre månader. Övervakningen kan återupptas under prövotiden som löper i tre år från domsdatum. Övervakningen administreras av frivården. Förutom själva övervakningen påminner påföljden om villkorlig dom.